# Karl Freiherr von Rokitansky
Karl Freiherr von Rokitansky (nje.: Carl Freiherr von Rokitansky, češ.: Karel Rokytanský) (19. veljače 1804. – 23. srpnja 1878.), bio je češki liječnik, patolog, humanist filozof i liberalni političar.
Studirao je na Sveučilištu u Pragu (1821–1824), a doktor znanosti medicine postao je 6. ožujka 1828. na Sveučilištu u Beč. Rokitansky je govorio da je osobno nadgledao 70000 autopsija, osobno učinio 30000, prosječno dvije na dan, sedam dana u tjedni, kroz 45 godina. Kao mladi profesor uvidio je mogućnost discipline patološke anatomije da pruži veliki doprinos kliničkoj medicini u bolnicama, u dijagnostici i terapijski mogućnostima. Time je Rokitansky, zajedno s Josef Škodom i Ferdinand von Hebrom, uspostavljanjem moderne bečke škole medicine, pomaknu shvaćanju medicine iz prirodoslovno-filozofskog predmeta u više moderan znanstveno-orijentirani predmet. 